# Інопланетна мова
Інопланетна мова або Чужинська мова (мова іншопланетян) — загальний термін, який використовується для опису можливих мов, що походять від гіпотетичних інтелектуальних чужорідних видів. Вивчення таких гіпотетичних мов отримало назву «ксенолінгвістика», хоча існують і альтернативні терміни — наприклад, визначення «екзолінгвістика» знайшло свій шлях через експлуатацію в середовищі наукової фантастики.
Перше використання терміна «ксенолінгвістика» в науковій фантастиці було 1986 року в романі Шейли Фінч «Тріада».
Характер і форма таких мов залишаються чисто спекулятивними, оскільки проєкт у галузі дослідження позаземного розуму (SETI) за офіційними даними ще не виявив ознаки розумного життя в Галактиці або за її межами. Зусилля SETI координуються Міжнародною академією астронавтики (МАА), зокрема, постійним вивчення академічною групою SETI (PSGS). Проте, передбачувана можливість майбутнього контакту з інтелектуальним позаземним життям робить питання про структуру (S) і вид (и) чужорідних мов серйозною темою для наукових і філософських дискусій.